# 弗罗林

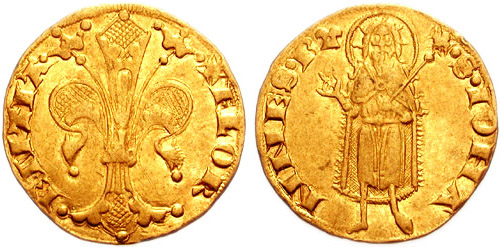
正面和反面

弗羅林（Florin）是一種于1252至1533年間鑄造的金幣。它含有54格令（3.499克，0.113金衡盎司）名义上的纯金（实际纯度在98%左右），正面是佛羅倫薩市徽百合花飾，又稱“Giglio bottonato”，背面是施洗約翰像。

## 历史

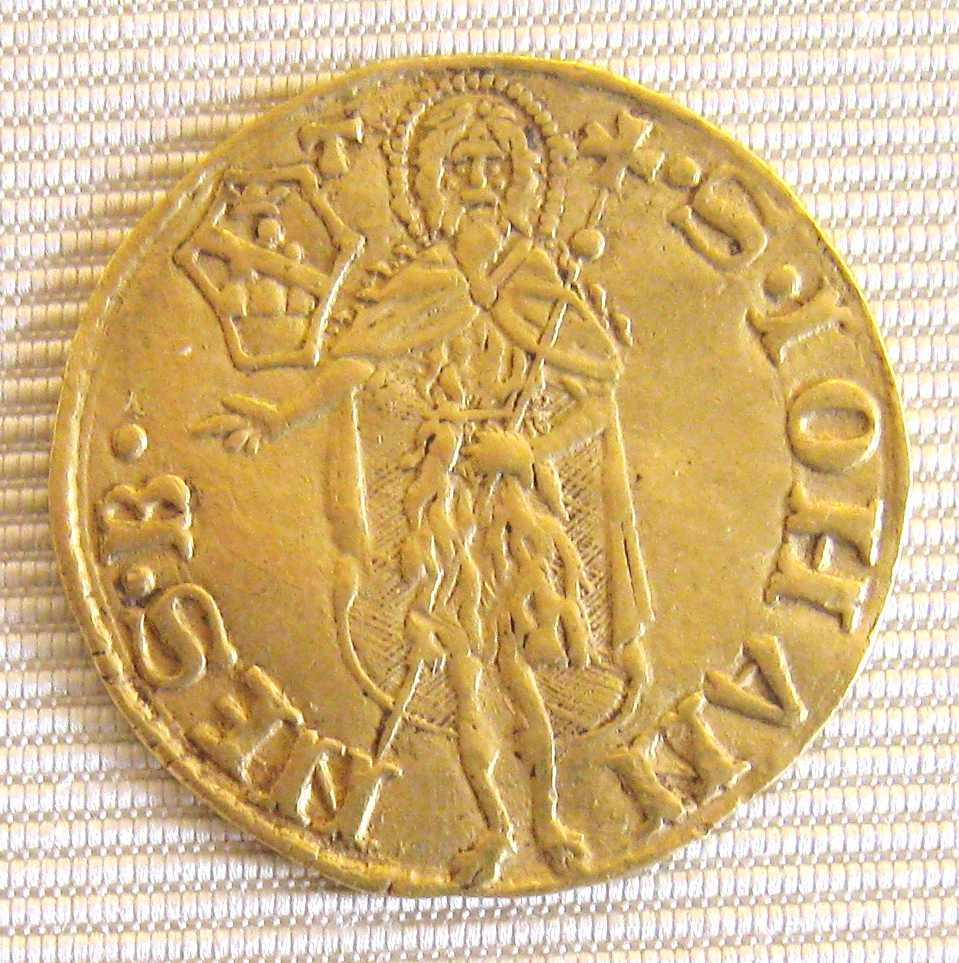
意大利弗罗林硬币的背面

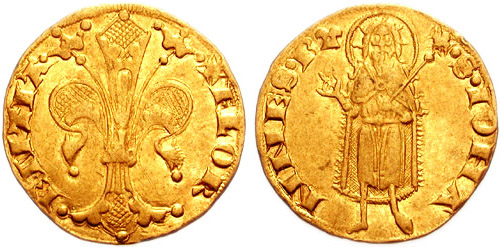
斯罗达宝藏里的弗罗林

金弗罗林（意大利语：fiorino d'oro）最早在佛罗伦萨共和国铸造，它是自7世纪以来首个大量发行的欧洲金币，具有重要的商业作用。弗洛林在欧洲大部分地区都被认可。里拉和弗洛林的使用区域重叠，一般来说，里拉用于小额交易（工资、食品购买等），弗洛林则用于大面额的交易，如嫁妆、国际贸易或与税收有关的事项。
弗罗林的第一次铸造发生在1252年，当时弗罗林的价值等于里拉，但到1500年弗罗林升值，7里拉等于1弗罗林。

## 其他地区的弗罗林

### 匈牙利
在14世纪，大约150个欧洲国家和地方硬币发行机构制作了自己的弗罗林。其中最重要的是匈牙利福林，因为匈牙利王国是欧洲黄金的主要来源（直到16和17世纪新大陆开采金矿前，欧洲使用的大部分黄金来自来自非洲）。在其他国家的弗罗林上，图案有所不同，例如在匈牙利福林上，圣约翰被替换为匈牙利的守护圣人圣拉迪斯劳斯，一把战斧替换了原来的权杖。

### 德意志

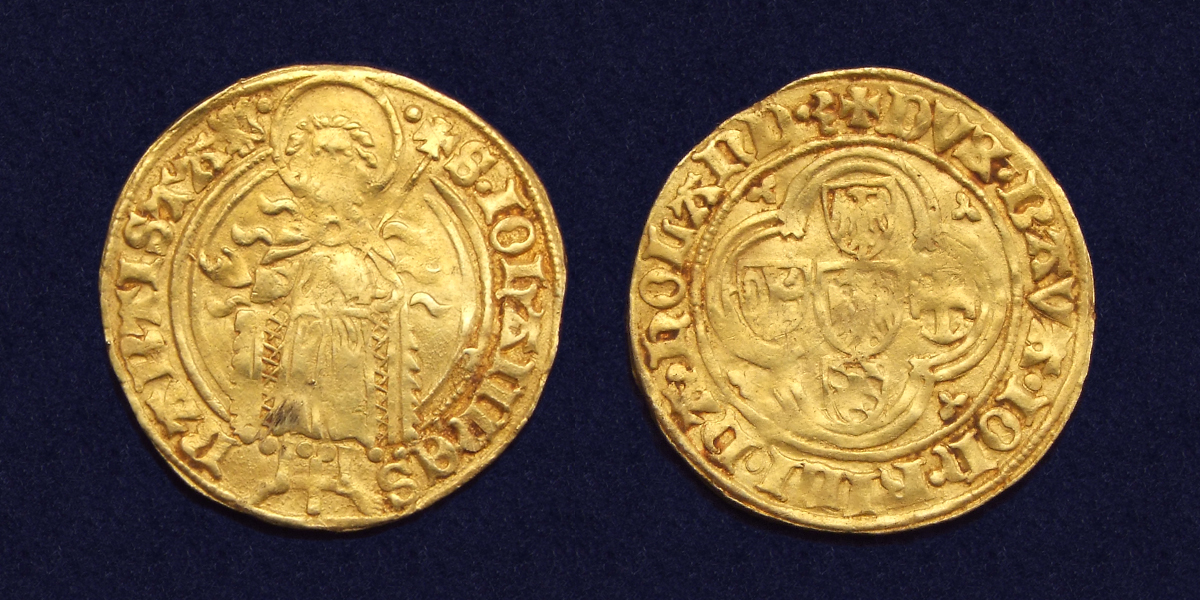
金弗罗林或“贝尔斯古尔登”，在巴伐利亚的约翰统治下的荷兰铸造。

弗洛林的一种变体是莱茵古尔登。它由莱茵河谷的几个德国州铸造。根据从1354年开始的一系列货币公约，其最初的标准几乎与佛罗伦萨弗罗林相同（98%黄金，3.54克）。1419年，其重量略有减少（至3.51克），含金量则大幅减少（至79%）。1626年，合金量略微减少（至77%），重量则大幅减少（至3.240克）。在1409年，莱茵古尔登（当时纯度为91.7％金）被采用为神圣罗马帝国的“帝国古尔登”的标准。

### 荷兰
荷兰盾用Fl或ƒ表示，其来源也是弗罗林。

### 大不列颠
英国的爱德华三世于1344年首次发行的一种英国硬币也被称为弗罗林。它原值6先令，由108格令（6.99828克）黄金组成，纯度为23+7⁄8克拉)。
在爱尔兰，1928年至1943年间铸造了弗罗林银币（价值十分之一爱尔兰镑，上面刻有爱尔兰语flóirín），它于1943年变成白铜币，并于1994年停止使用。 

## 外部鏈接
- Moneymuseum:Fiorinod'Oro
- HistoryoftheBritishFlorin（页面存档备份，存于）